# Stefan Hell
Stefan Walter Hell (født 23. december 1962 i Arad) er en tysk/rumænsk fysiker og en af lederne på Max-Planck Institut for biofysisk kemi. i Göttingen, Tyskland. Sammen med Eric Betzig og William E. Moerner modtog han i 2014 Nobelprisen i kemi for "udviklingen af super-opløst mikroskopi".